# 이경옥 (1958년)
이경옥(李京玉, 1958년 10월 7일 ~ )은 대한민국 공무원 출신의 대학 교수이다.

## 학력
- 장수초등학교 졸업
- 장수중학교 졸업
- 전주해성고등학교 졸업
- 전북대학교 법학과 학사
- 규슈 대학교 대학원 법학석사
- 전북대학교 대학원 법학박사

## 경력
- 제25회 행정고시 합격
- 전라북도 물가지지도계장
- 전라북도 지방공무원 교육원 조사담당관
- 지방행정연수원 교육제2과장
- 행정자치부 행정관리담당관
- 행정자치부 지역경제과장
- 행정자치부 자치제도과장
- 행정자치부 자치행정과장
- 전라북도 기획관리실장
- 전라북도 전주시 부시장
- 행정자치부 제주4·3사건처리지원단장
- 기획예산처 균형발전재정기획관
- 2007년 12월 ~ 2010년 9월 : 전라북도 행정부지사
- 2010년 9월 ~ 2011년 9월 : 국가기록원 원장
- 2011년 9월 ~ 2013년 3월 : 행정안전부 차관보
- 2013년 3월 ~ 2014년 7월 : 안전행정부 제2차관